# NGC 1573
NGC 1573 ist eine elliptische Galaxie vom Hubble-Typ E3 im Sternbild Giraffe am Nordsternhimmel. Sie ist schätzungsweise 195 Millionen Lichtjahre von der Milchstraße entfernt.
Das Objekt wurde am 1. August 1883 von Wilhelm Tempel entdeckt.

## NGC 1573-Gruppe (LGG 115)
| Galaxie   | Alternativname | Entfernung/Mio. Lj |
| --------- | -------------- | ------------------ |
| PGC 14341 | UGC 2916       | 209                |
| PGC 13857 | UGC 2848       | 199                |
| PGC 13949 | UGC 2865       | 200                |
| NGC 1573  | PGC 15570      | 195                |
| PGC 15254 | UGC 3046       | 216                |
| PGC 15810 | UGC 3110       | 207                |
| PGC 15919 | UGC 3131       | 219                |
| PGC 15986 | UGC 3143       | 210                |
| PGC 16052 | NGC 1573A      | 207                |
| PGC 16301 | UGC 3189       | 210                |
| PGC 16813 | UGC 3245       | 222                |
| PGC 17162 | UGC 3284       | 216                |